# My Singing Monsters
My Singing Monsters (с англ. — «Мои поющие монстры») — музыкальная компьютерная игра, разработанная канадской студией Big Blue Bubble при поддержке Канадского медиа-фонда. Выпуск игры состоялся в 2012 году для iOS и Android.

## Игровой процесс
Геймплей заключается в разведении специальных поющих монстров. Цель игры — собрать собственный оркестр. Чем больше у игрока монстров, тем больше монет он зарабатывает. Монстры, которых можно купить за бриллианты или вывести путём скрещивания, постепенно заселяют несколько островов: Растений, Холода, Воздуха, Воды, Земли, Огненное убежище, Огненный оазис, и другие.
В игре присутствуют украшения, специальные здания и внутриигровая валюта: монеты, бриллианты, реликвии, ключи и звёздная сила, за которые можно покупать вещи или монстров в магазине.

## Разработка
В июле 2013 года компания Big Blue Bubble объявила, что в создании монстра «Сахабуш» принял участие Кристиан Буш из кантри-дуэта Sugarland.

## Отзывы критиков
| Иноязычные издания | Иноязычные издания |
| Издание            | Оценка             |
| ------------------ | ------------------ |
| 148Apps            | [ 5 ]              |
| Gamezebo           | [ 6 ]              |

Роб Рич из 148Apps положительно оценил игру, назвав её «маленькой диковинкой для музыкальных энтузиастов», однако отметил наличие проблем с подключением к серверам игры. Надя Оксфорд из Gamezebo также оценила игру положительно, назвав её «новым взглядом на жанр градостроительных симуляторов», но также ответила проблемы со стабильностью соединения и долгое ожидание при разведении монстров.

### Награды и номинации
В мае 2015 года My Singing Monsters была номинирована на ежегодную интернет-премию Tabby Award как лучшая игра для iPad в номинации «игра: дети, воспитание и семья».